# Dodge 30-35
Der Dodge 30-35 war ein US-amerikanischer PKW, der erste Wagen, den die Firma Dodge Brothers in Detroit am 14. November 1914 vorstellte.
Der Wagen besaß einen seitengesteuerten 4-Zylinder-Reihenmotor mit 3479 cm³, der eine Leistung 35 bhp (25,7 kW) abgab. Dieser Hubraum entsprach 30 Steuer-PS, woraus sich der Name 30-35 erklärt. Über eine Lederkonuskupplung und ein Dreiganggetriebe mit Mittelschaltung wurden die Hinterräder angetrieben. Die Hinterräder waren mechanisch gebremst. Im kurzen Modelljahr 1914 gab es nur einen 4-türigen Tourer (dessen Fahrer„tür“ allerdings nicht zu öffnen war), ab Januar 1915 gab es zusätzlich einen 2-türigen Roadster mit 2 Sitzplätzen. Ab diesem Zeitpunkt zählte auch die elektrische Beleuchtung zur Grundausstattung.

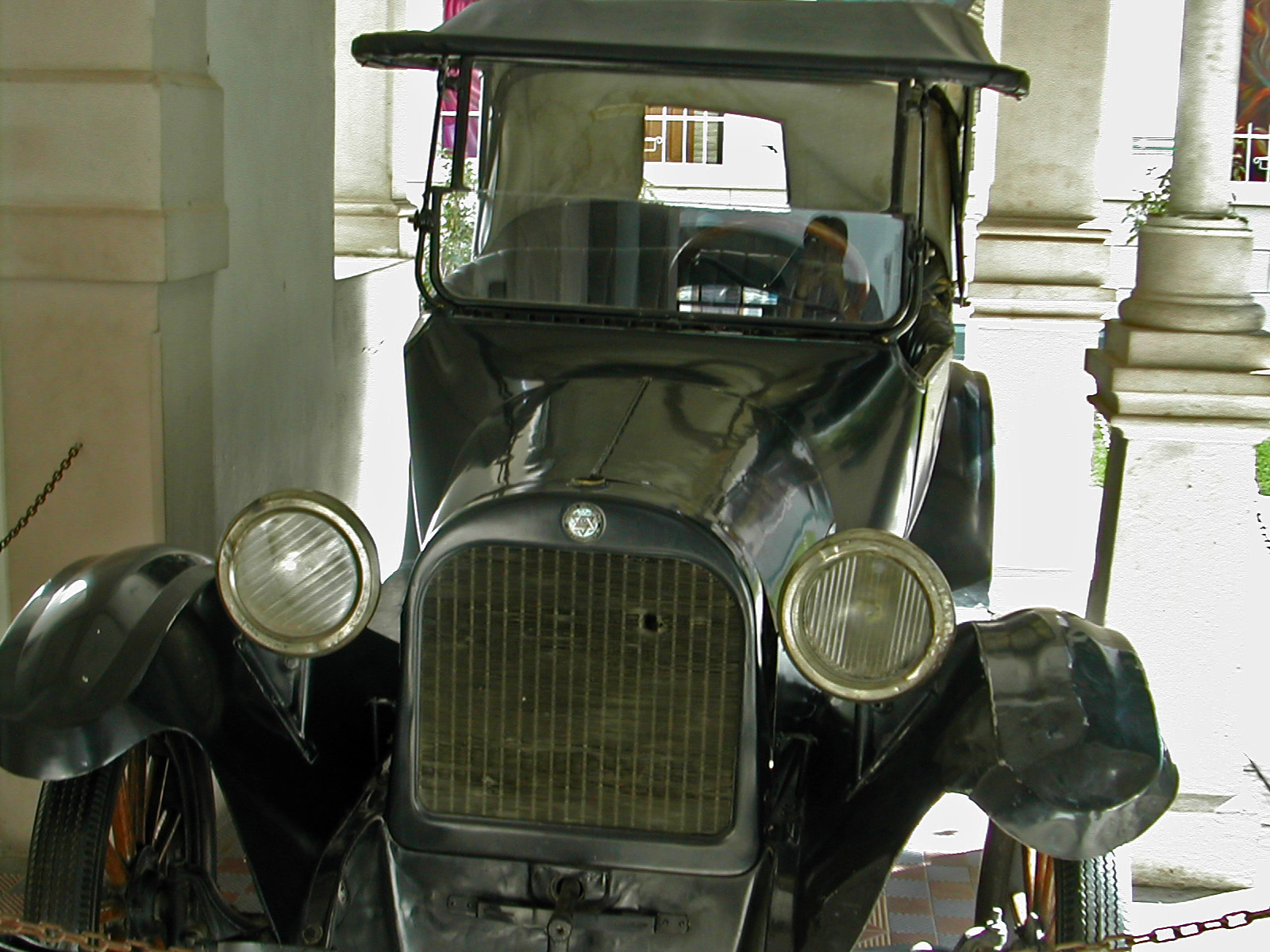
Dodge von Pancho Villa, von Kugeln zersiebt, im Villa-Museum in Chihuahua, Mexiko

Als die Baureihe im Juli 1916 vom Modell 30 abgelöst wurde, waren insgesamt 116.400 Exemplare entstanden, wovon auch 150 Stück von der US-Armee u. a. für die Jagd nach dem mexikanischen Banditen Pancho Villa eingesetzt wurden.

## Quelle
- Beverly R. Kimes, Henry A. Clark: Standard Catalog of American Cars 1805–1942. Krause Publications, Iola 1985, ISBN 0-87341-045-9.